# L'Éléphant (1718)
Pour les articles homonymes, voir L'Éléphant.
L’Éléphant était une flûte militaire de la Marine royale française, construite et lancée par le charpentier Hélie à Brest en 1717-1718. Elle faisait partie de ce petit nombre de bâtiments lancés dans les vingt-cinq premières années du règne de Louis XV, période de paix marquée par de faibles crédits pour la Marine. Elle fut essentiellement utilisée pour assurer les liaisons avec le Canada français et se perdit par naufrage dans le Saint-Laurent en 1729.

## Caractéristiques générales
L’Éléphant était un bâtiment de charge destiné au transport des personnels et du matériel. En 1718, à son entrée en service, il faisait partie des cinq flûtes que la Marine royale pouvait aligner en service. Bien que non destiné au combat, il était équipé, comme navire militaire, d’une artillerie qui était de 30 pièces en temps de paix et de 48 pièces en temps de guerre. L’armement en guerre se répartissait de la façon suivante : 
- le premier pont, percé à 10 sabords portait vingt pièces de 8 livres ;
- le second, percé à 11 sabords portait vingt-deux pièces de 6 livres ;
- les gaillards portaient six pièces de 4 livres[2].

Cet armement était donc composé de pièces de petit calibre, ce qui était normal car il n’avait pour mission que de pouvoir se défendre en cas d’agression, pas de participer à des combats d’escadre en ligne de file (les vaisseaux d’une quarantaine de canons emportaient pour cela des pièces de 12, voire de 18 livres). L’Éléphant n’ayant servi qu’en temps de paix, on peut donc supposer qu’il ne fut jamais armé à plus de 30 canons. 
L’Éléphant présentait la particularité d’avoir un quasi frère jumeau, le Chameau, construit à Brest en même temps que lui sur les mêmes côtes, mais sous le contrôle d’une autre charpentier (Hubac). Un rapport de 1718 et un autre de 1729 disaient de l’Éléphant qu’il « navigue et gouverne bien ». Sa vitesse pouvait monter à 6 nœuds, ce qui était assez élevé pour un navire de charge. C’était donc un bâtiment plutôt réussi.

## Historique (1718 - 1729)

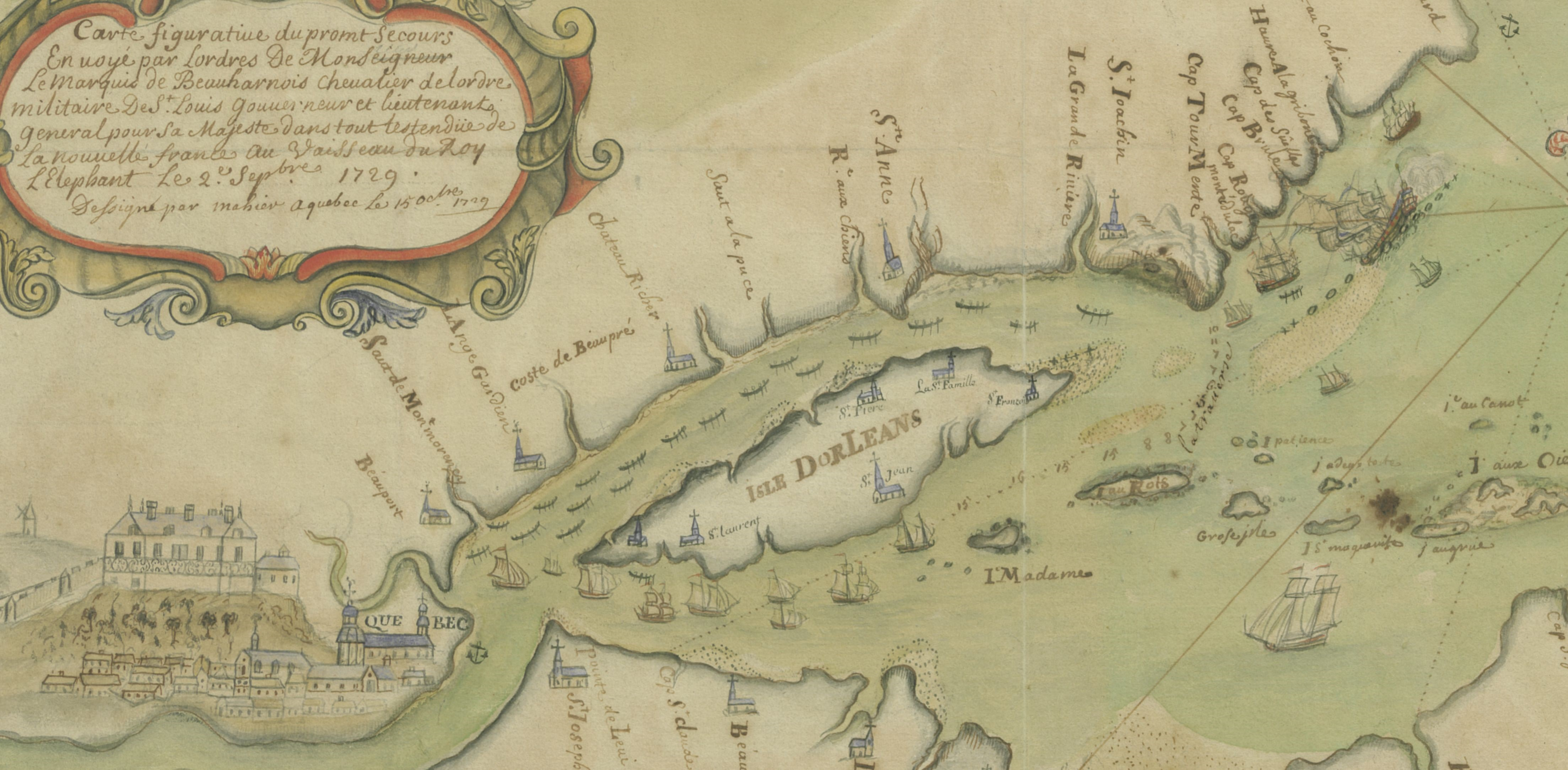
Carte des opérations de sauvetage de l’Éléphant organisées depuis Québec en 1729.

A son entrée en service, l’Éléphant était enregistré sur le département de Brest. L’année suivante, il passa sur celui de Rochefort, port d’attache qu’il garda jusqu’à la fin de sa carrière. Dans les faits, c’est cependant du port voisin de La Rochelle et de l’île d'Aix qu’il appareilla pour ses missions vers l’Amérique. En 1718, lors de son premier voyage, il embarquait des marchandises pour les magasins de Québec, des munitions et une centaine de soldats. La mission avorta cependant à cause du mauvais temps et il dut faire demi-tour. En 1722, l’Éléphant prit la route de la Louisiane. Il transportait des colons pour le compte de la Compagnie d’Occident. Il abordât au Biloxi. 
En 1726, il fut désigné pour prendre la relève du Chameau qui avait fait naufrage près de Louisbourg. De cette date à 1729, il effectua un aller-retour par an, soit quatre voyages, emportant à chaque fois du matériel, des passagers civils ou militaires. Lors sa dernière croisière il avait à bord d’importantes personnalités comme Mgr Pierre-Herman Dosquet, quatrième évêque de Québec et l’Intendant Gilles Hocquart. Partit de La Rochelle le 4 mai 1729, il s’échoua dans la nuit du 1er septembre sur les récifs de l'Isle-aux-Grues, près du cap Tourmente, dans le fleuve Saint-Laurent.
L’Éléphant ne sombra pas immédiatement, ce qui permit d’organiser des secours pour évacuer marins et passagers. Le capitaine de port de Québec, Richard Testu de La Richardière, effectua trois voyages de sauvetage pour récupérer les canons, les munitions et le matériel embarqué. L’opération se poursuivit jusqu’en octobre. Son succès valut à Testu de La Richardière une recommandation pour recevoir une gratification supplémentaire. Le vaisseau de ligne le Héros, arrivé l’année suivante, participa aussi au sauvetage des « marchandises, bois, chanvres et autres effets » tirés de l’épave. Parmi les membres d’équipage secourus se trouvait le jeune Michel-Ange Duquesne de Menneville (29 ans), futur gouverneur de la Nouvelle-France (en 1752).
Un conseil de guerre, réuni à Rochefort, conclut le 7 mars 1730 à l’accident et « absout » le commandant Rigaud de Vaudreuil de toute faute liée à l’exercice de son commandement. Le pilote, cependant, fut condamné à quatre mois de prison en raison de « son peu de précaution et de sa trop grande confiance en son savoir dans sa navigation ». L’Éléphant fut relevé en 1740 par une autre flûte construite en Hollande.

## Capitaines
La liste des capitaines de l’Éléphant, de 1726 à 1729 :
- 1726 : Comte Anne-Henri Des Gouttes pour le Roi de France
- 1727 : Richard Testu de La Richardière pour le Roi de France
- 1728 : Comte Anne-Henri Des Gouttes pour le Roi de France
- 1729 : Comte Louis-Philippe de Vaudreuil pour le Roi de France

### Sources et bibliographie
- Olivier Chaline, La mer et la France : Quand les Bourbons voulaient dominer les océans, Paris, Flammarion, coll. « Au fil de l’histoire », 2016, 560 p. (ISBN 978-2-08-133327-7)
- Alain Demerliac, La Marine de Louis XV : Nomenclature des Navires Français de 1715 à 1774, Nice, Oméga, 1995
- Narcisse-Eutrope Dionne, Le naufrage de l’Éléphant, BRH, t. XI, 1905, pp. 119–121.
- (en) W.J. Eccles, France in America, New York, Harper & Row, Publishers, 1972 (présentation en ligne)
- Georges Lacour-Gayet, La Marine militaire de la France sous le règne de Louis XV, Honoré Champion éditeur, 1902, édition revue et augmentée en 1910 (lire en ligne)
- Charles La Roncière, Une épopée canadienne, Paris, La Renaissance du livre, coll. « La Grande Légende de la mer », 1930, 255 p.
- Jean Meyer et Martine Acerra, Histoire de la marine française : des origines à nos jours, Rennes, Ouest-France, 1994, 427 p. [détail de l’édition] (ISBN 2-7373-1129-2, BNF 35734655)
- Rémi Monaque, Une histoire de la marine de guerre française, Paris, éditions Perrin, 2016, 526 p. (ISBN 978-2-262-03715-4)
- Jean-Michel Roche (dir.), Dictionnaire des bâtiments de la flotte de guerre française de Colbert à nos jours, t. 1, de 1671 à 1870, éditions LTP, 2005, 530 p. (lire en ligne)
- Étienne Taillemite, Dictionnaire des marins français, Paris, Tallandier, coll. « Dictionnaires », octobre 2002, 537 p. [détail de l’édition] (ISBN 978-2847340082)
- Onésime Troude, Batailles navales de la France, t. 1, Paris, Challamel aîné, 1867-1868, 453 p. (lire en ligne)
- Michel Vergé-Franceschi, La Marine française au XVIIIe siècle : guerres, administration, exploration, Paris, SEDES, coll. « Regards sur l'histoire », 1996, 451 p. (ISBN 2-7181-9503-7).
- Michel Vergé-Franceschi (dir.), Dictionnaire d'histoire maritime, Paris, éditions Robert Laffont, coll. « Bouquins », 2002, 1508 p. (ISBN 2-221-08751-8 et 2-221-09744-0, BNF 38825325).